# Gobernación de Al Buraymi
Buraimi o Buraymi (en árabe: البريمي āl-Buraymī) es la gobernación más recientemente creada de Omán.
Hasta el 15 de octubre de 2006, el área era parte de Ad Dhahirah. Posee 67 963 habitantes distribuidos en una superficie de casi 7000 kilómetros cuadrados.

## Historia
Buraimi es parte de Omán desde principios de los tiempos históricos de alrededor de 600 d. C. Esta zona estaba poblada por las tribus Azd Omán. Desde 1750 la dinastía Al-Said rige la ciudad capital de esta gobernación. El anterior presidente de los Emiratos Árabes Unidos, el jeque Zayed bin Sultan Al Nahyan, nació en Abu Dabi, fue criado en Al Ain por su madre, Shaikah Sultana, tras el asesinato de su padre. Zayed fue planteada en una casa fortificada en el distrito Muaiji de Al Ain. Para obtener una lista de los gobernantes de Abu Dabi y los otros emiratos que componen los Emiratos Árabes Unidos.
La comunidad de Buraymi es conocida por el incidente conocido como las "Disputas de Buraymi", un episodio que contribuyó a la confirmación de Zayed como el más astuto líder en la región. Véase el capítulo 1 del informe "La Guerra de Jebel Akhdar Omán 1954-1959" por el Mayor John B. Meagher (USMC).
- Datos: Q852039